# N-01B
docomo STYLE series N-01B（ドコモ スタイル シリーズ エヌ ゼロ いち ビー）は、NECによって開発された、NTTドコモの第三世代携帯電話（FOMA）端末である。docomo STYLE seriesの端末。

## 概要
N905iμから続く薄型高機能折りたたみ端末のシリーズで、NECの薄型ケータイとして初めてニューロポインターが搭載された。スクリーンパネルやイルミネーション、チップパーツなどのBTOサービス、マイセレクトに対応し、ドコモオンラインショップから2701通りの好きなデザインを選べる。ただし、ベースとなるボディカラーはTiara Whiteのみである。
Eternity PinkはSamantha Thavasaとのコラボレーション機種で、端末の一部デザインやオプションが異なり、限定コンテンツがプリンストールされているほか、オリジナルエアフレッシュナーとダブルチャームストラップが同梱されている。
端末の背面パネルには、ネイルアートの「フレンチネイル」をモチーフにしたデザインが採用されている。また、キーの隙間から光があふれ出る「オーロライルミネーション」が特徴で、左右の傾きを検知して光り方が変化する。30種類の発光パターンが用意されているほか、メーカーサイトからダウンロードもできる。ネイルをモチーフにした背面パネルの先端に、本体カラーに合わせた6個のLEDが着信時や通話中などに、全11種類のパターンで流れるようにキラキラと輝く。サブディスプレイ横には1個のLEDを配し、着信などに合わせて7色に光り輝く着信イルミネーションを搭載している。　
最高送信速度5.7MbpsのHSUPAに対応し、高速アップロードが可能である。カメラはN-02B同様、撮影間隔約1.5秒のクイックショット機能を搭載し、美肌モードも搭載された。
本端末とN-02Bは、LiMo仕様に準拠したLinux OS向け「オペレータパック」を使用している。アプリケーションプロセッサには、Texas Instruments社製OMAP3430が搭載されている。
なお、機種名に「N-01」とあるが、PRIMEシリーズのN-01Aの後継ではない。形は異なるが、N-01Aの流れを受け継ぐ機種としてはN-02Bがある。
| 主な対応サービス                   | 主な対応サービス                                                    | 主な対応サービス                       | 主な対応サービス                                 |
| ---------------------------------- | ------------------------------------------------------------------- | -------------------------------------- | ------------------------------------------------ |
| タッチパネル                       | FOMAハイスピード7.2Mbps(受信)／5.7Mbps(送信)                        | Bluetooth                              | DCMX／おサイフケータイ                           |
| iアプリオンライン／地図アプリ      | 直感ゲーム／メガiアプリ                                             | iウィジェット                          | マチキャラ／iコンシェル                          |
| ホームU／ポケットU                 | GPS／オートGPS対応／ケータイお探し                                  | デコメール／デコメ絵文字／デコメアニメ | iチャネル                                        |
| 着もじ                             | テレビ電話／キャラ電                                                | ケータイデータお預かりサービス         | フルブラウザ                                     |
| おまかせロック／バイオ認証         | 外部メモリーへiモードコンテンツ移行／ユーザーデータ一括バックアップ | トルカ                                 | iC通信／iCお引越しサービス                       |
| きせかえツール／ダイレクトメニュー | バーコードリーダ／名刺リーダ                                        | 2in1                                   | エリアメール／ソフトウェアーアップデート自動更新 |
| GSM／3Gローミング（WORLD WING）    | 着うたフル／うた・ホーダイ                                          | Music&Videoチャネル／ビデオクリップ    | デジタルオーディオプレーヤー(WMA)(AAC)(SD-Audio) |

| アプリ名                                     | 概要 |
| -------------------------------------------- | --- |
| タッチDEゲームパック                         | タッチ操作で直感的に遊べる3種類のゲームをパック                                                               |
| 桃太郎電鉄WORLD遠距離対戦版2年決戦（体験版） | 桃鉄 |
| ロケーションレーダー                         | 現在地の周辺施設や目的地を検索して、現在地から目的地までの直線距離や目的地の方角を表示                        |
| リッジレーサーズVS trial version             | レースゲーム。新たにiモードタッチのBluetooth対戦ができるモードを追加。                                        |
| タッチDE対戦ボウリング                       | Bluetooth機能を使用した対戦型ボウリングゲーム                                                                 |
| ルミネス                                     | アクションパズルゲーム                                                                                        |
| 駅探乗り換え案内                             | 乗り換え案内ウィジェット                                                                                      |
| フォト文字 Touch                             | カメラで撮影した画像やデータBOXの画像に、メッセージやスタンプ画像を貼り付けたり、画像の加工がタッチでできる。 |
| お天気予報ウィジェット for N                 | 天気予報ウィジェット                                                                                          |
| 日英版しゃべって翻訳 for N                   | 音声入力により、主に旅行で使われる言葉を日本語から英語、英語から日本語に翻訳                                  |
| いっしょにデコ                               | iアプリタッチ対応のデコレーションアプリ                                                                       |
| iアバターメーカー                            | iアバターを作成するアプリ                                                                                     |
| ロケーションレーダー                         | 現在地の周辺施設や目的地を検索して目的地までの直線距離・方角を表示                                            |
| モバイルGoogleマップ                         | 地図アプリ。                                                                                                  |
| Gガイド番組表リモコン                        | テレビ番組表の表示やAVリモコンの機能を持ったアプリ。                                                          |
| iD設定アプリ                                 | おさいふケータイクレジット決済サービスiDの設定アプリ                                                          |
| DCMXクレジットアプリ                         | NTTドコモが提供するおさいふケータイクレジットDCMXの設定アプリ                                                 |
| モバイルSuica登録用iアプリ                   | モバイルSuica契約用のiアプリ                                                                                  |
| コナミスポーツ                               | コナミスポーツ監修ヘルスアプリ                                                                                |
| ROID ウィジェット                            | モバイルサイト「ROID」の更新情報などを通知してくれるウィジェット                                              |
| Start! iウィジェット                         | iウィジェットの使い方をムービーで見ることができるiアプリ                                                      |
| iWウォッチ                                   | iウィジェット画面でグラフィカルに時計や電池残量を確認することができるアプリ                                   |
| 地図アプリ                                   | GPSを利用して、目的地の検索や交通手段を使ったルートを表示するアプリ                                           |
| 楽オクアプリ                                 | 楽天オークション用のアプリ                                                                                    |
| iアプリバンキング                            | モバイルバンキングを簡単に利用するためのアプリ                                                                |
| マクドナルド トクするアプリ                  | 日本マクドナルドのかざすクーポンなどを利用するためのアプリ                                                    |
| 株価アプリ                                   | 指定銘柄の株価情報を表示するアプリ                                                                            |
| Google モバイル                              | Google検索機能が利用できるアプリ                                                                              |
| FOMA通信環境確認アプリ                       | FOMAハイスピードエリアを利用できるかを確認することができるiアプリ                                             |
| ドコモ料金案内                               | 通話料やパケット通信料の履歴を確認できるアプリ                                                                |
| ビックポイント機能付きケータイ               | おサイフケータイを利用して、ビックカメラの「ビックポイントカード」として利用できるアプリ                      |
| ヨドバシゴールドポイントカード               | ヨドバシカメラの「ヨドバシゴールドポイントカード」として利用できるアプリ                                      |
| モバイルAMCアプリ                            | おサイフケータイを利用して、ANAの各種サービスが利用できるアプリ                                               |

## 歴史
- 2009年9月24日 - 電気通信端末機器審査協会（JATE）認定。
- 2009年11月10日 - F-01B -F-02B - F-03B - F-04B - L-01B - L-02B - L-03B - N-01B - N-02B - N-03B - P-01B - P-02B - P-03B - SH-01B - SH-02B - SH-03B - SH-04B - SH-05B - SC-01Bの開発を発表。
- 2009年12月17日 - 発売。

## 不具合
2010年1月19日に以下の不具合の修正がソフトウェアの更新で行われた。
- メール受信時にリセットしたり、フリーズしたりする場合がある
- 動画/音楽再生中に電源断となる場合がある
- 操作中に画面が真っ黒になる場合がある

2010年3月2日に以下の不具合の修正がソフトウェアの更新で行われた。
- メール本文作成中に端末が再起動する場合がある。
- メッセージR／Fの未読メールのアイコンが消えない場合がある。

2010年11月29日に以下の不具合の修正がソフトウェアの更新で行われた。
- メール作成で画像が添付できない場合がある。